# Szosznovkai járás (Cseljabinszki terület)

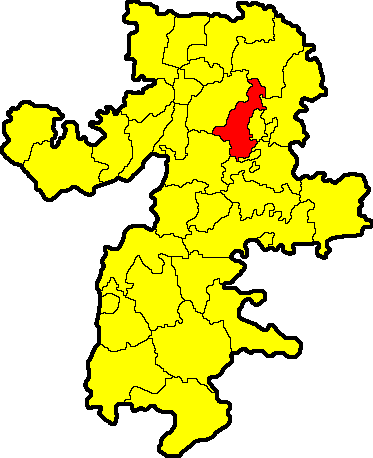
A Szosznovkai járás a Cseljabinszki területen

A Szosznovkai járás (oroszul Сосновский район) Oroszország egyik járása a Cseljabinszki területen. Székhelye Dolgogyerevenszkoje.

## Népesség
- 1989-ben 54 328 lakosa volt.
- 2002-ben 58 570 lakosa volt, melyből 43 911 orosz, 8179 baskír, 2619 tatár, 1132 ukrán, 684 német, 295 csuvas, 276 fehérorosz, 260 mordvin, 194 örmény, 125 mari, 103 tadzsik, 102 azeri, 102 kazah stb.
- 2010-ben 60 941 lakosa volt, melyből 46 475 orosz, 7887 baskír, 2539 tatár, 849 ukrán, 511 német, 252 örmény, 239 üzbég, 221 fehérorosz, 218 csuvas, 181 mordvin, 175 tadzsik, 147 azeri, 142 mari, 124 kazah stb.